# Павлищев, Николай Иванович
Николай Иванович Павлищев (1802—1879) — русский историк, тайный советник, помощник статс-секретаря Государственного совета Царства Польского, обер-прокурор Общего собрания Варшавских департаментов Правительствующего сената.

## Биография
Родился в селе Спиченцы Литинского уезда Подольской губернии (теперь с. Залесье Старосинявского района Хмельницкой области Украины); из дворян Екатеринославской губернии, сын полковника Ивана Васильевича Павлищева и Луизы Матвеевны фон-Зейлфельд. Его старший брат — Павел, герой Отечественной войны и Заграничных походов, дослужился до звания генерал-лейтенанта.
Воспитанник Пансиона при Царскосельском лицее (1819, серебряная медаль).
Начал службу в министерстве народного просвещения. В 1820 году с князем П. Х. Витгенштейном уехал в Тульчин, где немногочисленные служебные занятия позволили ему заняться переводом трактата Филанджьери: «О деяниях не подлежащих наказанию» и некоторых глав из «Философского Словаря» Вольтера, и оттуда на два года был командирован для занятий в государственном и военно-топографическом архивах для извлечения документов по истории русско-турецких войн.
По выходе в 1825 году в отставку, сблизился с Пушкиным, на сестре которого Ольге Сергеевне женился, Баратынским, Дельвигом, Плетневым и др. и принимал живое участие в «Литературной Газете» (переводами).
В 1831 году вступил в состав временного правления в Царстве Польском и прослужил здесь 40 лет, занимая довольно значительные должности. В 1838 году пожалован орденом Святого Владимира 4-й степени. В 1852 году признан в потомственном дворянстве, с внесением в родословную книгу Варшавской губернии и правом пользоваться (с 1853) гербом «Орлич», но в 1855 году ему в этом отказано в связи с тем, что он относился к русскому дворянству.
Он заведовал также периодической печатью и редакцией русского и польского «Варшавских Дневников» до 1871 г. (русский «Варшавский дневник» был им основан в 1864 г.); состоял членом совета народного просвещения в Царстве Польском и преподавателем (1838—51) русской истории, статистики и географии.
Был похоронен в Санкт-Петербурге на Новодевичьем кладбище; могила утрачена.
Его сын, племянник Пушкина — Лев Николаевич Павлищев (8.10.1834—7.07.1915) — автор «Воспоминаний об А. С. Пушкине», которые являются компиляцией печатных источников с добавлением собственных домыслов и частичных извлечений из неопубликованной семейной переписки.

## Труды
- Законопроекты «Положений о дворянстве и почётных достоинствах в Царстве Польском» — Высочайше утверждены 25 июня 1836 года и 23 сентября 1840 года.
- «Польская история в виде учебника» (Варшава, 1843, премирован),
- «Исторический атлас России» (в 2 частях),
- «Поездка в Червонную Русь» («Северная Пчела», 1847), в этой статье находится ценное археологическое открытие — следы древнего Червеня в дер. Чермно, Люблинской губернии;
- «Варшавские письма к Ф. Булгарину» (ib., 1847 и 1849),
- «Даниил, король русский. Исторический очерк» («Холмский греко-униатский месяцеслов» на 1869, 1870 и 1871 г.),
- «Венский поход Собесского в 1683 г.» (СПб., 1876),
- «Польская анархия при Яне Казимире и война за Украйну» (СПб., 1878, 3 ч.),
- «Седмицы польского мятежа 1861—64 гг.» (СПб., 1887, 2 ч.),
- «Гербовник дворянских родов Царства Польского» (1853, 2 ч.)
- «К характеристике гр. Берга» («Исторический Вестник», 1887, № 5).